# Job (personaje bíblico)
Job (hebreo: איּוב : ı̂yôb; árabe: أيوب, Ayyub, griego: Ἰώβ – Iṓb) es el protagonista del libro de Job narrado en el Antiguo Testamento de la Biblia. Según el relato, Job es sometido a duras pruebas permitidas por Dios por petición de Satán (este le dice a Dios «hacedle mal y verás que llega a mí»), para demostrar la fidelidad e integridad de Job ante Dios.
Job es considerado un profeta en las religiones abrahámicas: el judaísmo, el cristianismo, el islam y el drusismo. En el noajismo, es considerado uno de los siete profetas (no-judíos) que Dios envió a las naciones. En los textos bíblicos, su historia es narrada en el Libro de Job, tanto en el Tanaj como en el Antiguo Testamento. En el Corán se hace referencia a la paciencia del profeta Job.

## Vida de Job
Job era un ganadero muy rico, con 7 hijos y 3 hijas y numerosos amigos y criados. Vivía en «la tierra de Uz», la cual es una ciudad mencionada como parte del reino de Edom.
Satán se presenta ante Dios argumentando que el amor que Job le profesa era por causa de sus bendiciones y no porque realmente lo ame. Dios concede a Satán el probar la integridad de Job, donde podía tocar sus bienes, familia, ganado, entre otras cosas menos su vida.
A partir de ello, Satán acecha a Job y le causa múltiples desgracias, tales como enfermedades (sarna), el ataque de caldeos y sabeos a sus criados, la muerte de su ganado, la pobreza, el repudio de su mujer e incluso la muerte de sus hijos.
Terminadas las pruebas, Job continúa siendo fiel a Dios y, a pesar de todo lo ocurrido, sale triunfante (Job 42), por lo que le es restituida su anterior felicidad, con más del doble de las posesiones que antes tenía, luego tiene siete hijos y tres hijas, repartió su cuantiosa herencia entre todos ellos y vivió 140 años más.
Debido a su bondad, paciencia, fidelidad a Dios y legado, Job es un tzadiq para la tradición judía. En el contexto de la tradición católica, Job es considerado santo; la Iglesia católica lo acoge como modelo de santidad y entra en el santoral, siendo festejado el día 10 de mayo.